# Lohrmannshof
Lohrmannshof ist ein Ortsteil der Gemeinde Schernfeld im oberbayerischen Landkreis Eichstätt.

## Lage
Die Einöde liegt knapp 10 km nordwestlich der Kreisstadt Eichstätt an der Bundesstraße 13.

## Geschichte
Der Name des Gutshofes lässt sich auf den ersten Besitzer Wilhelm Christoph Lohrmann zurückführen, der um das Jahr 1818 den Hof errichtete. Aufgrund der ungünstigen Bodenverhältnisse und der damit einhergehenden unsicheren Ertragslage wechselten die Besitzer des Hofes nachweislich neunmal. Seit 1926 ist er in der 3. Generation im Besitz der Familie Linke, die 1956 noch 25 Arbeitskräfte auf ihrem Hof beschäftigte.
Bis zur Gebietsreform in Bayern war Lohrmannshof zusammen mit den Ortsteilen Rupertsbuch, Langensallach, Sperberslohe, Petershöhe und Geländer Teil der Gemeinde Workerszell. Am 1. Mai 1978 erfolgte die Eingliederung in die Großgemeinde Schernfeld.